# Municipio de Jefferson (condado de Washington, Pensilvania)
El municipio de Jefferson (en inglés: Jefferson Township) es un municipio ubicado en el condado de Washington en el estado estadounidense de Pensilvania. En el año 2000 tenía una población de 1,218 habitantes y una densidad poblacional de 19 personas por km².

## Geografía
El municipio de Jefferson se encuentra ubicado en las coordenadas 40°20′58″N 80°28′43″O / 40.34944, -80.47861.

## Demografía
Según la Oficina del Censo en 2000 los ingresos medios por hogar en la localidad eran de $47,500 y los ingresos medios por familia eran $54,663. Los hombres tenían unos ingresos medios de $38,214 frente a los $28,500 para las mujeres. La renta per cápita para la localidad era de $19,609. Alrededor del 4,8% de la población estaban por debajo del umbral de pobreza.